# Revolution Girl Style Now!
Revolution Girl Style Now! is een demoalbum en de eerste uitgave van de Amerikaanse punkband Bikini Kill. Het album werd onder eigen beheer uitgegeven in 1991 als muziekcassette.
Het album werd in 2015 heruitgegeven via het platenlabel van de band zelf, Bikini Kill Records. Ditmaal werd het naast cassette ook uitgegeven op vinyl en cd. De cassette-uitgave uit 2015 is een replica van de oorspronkelijke versie. De vinyl- en cd-versie bevatten drie niet eerder uitgegeven bonustracks. Het werd ook voor het eerst uitgegeven als muziekdownload.

## Nummers
1. "Candy" - 3:28
2. "Daddy's L'il Girl" - 2:35
3. "Feels Blind" - 3:42
4. "Suck My Left One" - 2:44
5. "Carnival" - 1:44
6. "This is Not a Test" - 1:53
7. "Double Dare Ya" - 2:37
8. "Liar" - 2:46

Heruitgave
1. "Ocean Song" - 3:29
2. "Just Once" - 3:35
3. "Playground" - 3:33